# 陳章賢
陳章賢，臺灣政治人物，2022年7月8日至12月25日擔任新竹市代理市長，成為代理市長前曾擔任新竹市政府秘書長。

## 生平
陳章賢從政後，曾任新竹市政府秘書長，由時任新竹市市長林智堅任命。2022年7月，林智堅因計劃參選桃園市市長而辭職，行政院指派陳章賢擔任代理市長，並於7月8日宣誓就職；12月25日，新任市長高虹安宣誓就職，陳章賢卸下職務。